# Neolitico

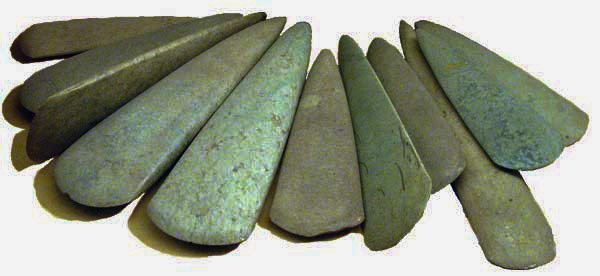
Asce in pietra levigata (Museo di Saint Germain en Laye, Francia, 3000 a.C. circa)

Il Neolitico, nella periodizzazione della storia umana, è un periodo della Preistoria, l'ultimo dei tre che costituiscono l'età della pietra, che va dall'8000 a.C. al 3500 a.C. circa.
Etimologicamente il termine deriva dalle due parole greche νέος (nèos, "nuovo") e λίθος (lithos, "pietra") e quindi "età nuova della pietra" o "età della pietra nuova", in cui l'aggettivo "nuova" si riferisce ad "età".
Il Neolitico fu contraddistinto da notevoli innovazioni nella litotecnica, tra le quali la principale è rappresentata dall'uso della levigatura. Altre innovazioni furono l'introduzione dell'uso della ceramica, dell'agricoltura e dell'allevamento, prima di ovini e successivamente anche di bovini. Cambiamenti importanti avvengono anche sul piano della struttura familiare per quanto riguarda la trasmissione dei beni all'interno dei clan. Il sito di Göbekli Tepe, il più antico luogo di culto mai scoperto, attesta l'esistenza di una comunità religiosa organizzata due millenni prima della data di inizio del Neolitico. 

## Definizione del termine neolitico
Dopo la periodizzazione della preistoria nelle tre età, della pietra, del bronzo e del ferro, proposta dal religioso francese Nicolas Mahudel e perfezionata dal danese Christian Thomsen nella prima metà del XIX secolo, la suddivisione tra Paleolitico e Neolitico nell'ambito dell'età della pietra fu introdotta nel 1865 da John Lubbock: carattere distintivo venne considerata l'introduzione della lavorazione della pietra tramite levigatura e il mutamento venne ricollegato al passaggio tra pleistocene ed olocene e ai relativi cambiamenti climatici.
Negli anni venti Vere Gordon Childe definì la "rivoluzione neolitica" come caratterizzata, oltre che dall'introduzione della pietra levigata e della ceramica, dalla sostituzione della precedente economia di caccia e raccolta con quella legata all'agricoltura e all'allevamento (produzione del cibo). Tale cambiamento, secondo la sua ricostruzione, era collegato ai primi insediamenti stabili e ad un abbozzo di stratificazione sociale.
Il generale dibattito antropologico riguardante le modalità di trasmissione e diffusione delle forme di civiltà vide prevalere dapprima l'ipotesi diffusionista (origine da un unico centro), in particolare nel periodo tra le due guerre mondiali. A partire dal secondo dopoguerra, si diffuse invece l'ipotesi di una progressiva assimilazione culturale. In quest'ambito sono state elaborate diverse ipotesi interpretative anche riguardo alla diffusione della cultura neolitica.
Gordon Childe aveva riconosciuto l'epicentro della "rivoluzione neolitica" nella zona della cosiddetta Mezzaluna Fertile, da dove in seguito le novità si sarebbero trasmesse in Europa. La domesticazione dei cereali doveva infatti essere avvenuta dove erano presenti le specie selvatiche, e lo stesso per l'allevamento iniziale di capre e pecore. Le pratiche agricole adottate inizialmente avrebbero tuttavia comportato un rapido esaurimento del terreno, costringendo le comunità di coltivatori a spostarsi periodicamente: a questi spostamenti, oltre che all'adozione delle nuove pratiche da parte di comunità di cacciatori e raccoglitori, si sarebbe dovuta la diffusione della cultura neolitica. 
Le ragioni di tale passaggio rimanevano tuttavia controverse. Venivano chiamate in causa alcune variazioni climatiche post-glaciali, che potevano aver reso più fertili delle zone desertiche della Turchia meridionale, aumentandone la piovosità; oppure una forte crescita demografica, sempre conseguenza del miglioramento del clima dopo la fine dell'ultima glaciazione, che aveva reso necessario aumentare la disponibilità di risorse alimentari; oppure ancora la crescita della foresta, che aveva reso impossibile la caccia ai grandi branchi di selvaggina.
La teoria elaborata da Gordon Childe fu messa alla prova dagli scavi condotti nell'area indicata come epicentro della trasformazione, nei quali si raccolsero anche i resti botanici e faunistici, che contribuirono a una ricostruzione del clima e degli usi alimentari delle popolazioni: Robert Braidwood scavò il sito di Qal'at Jarmo (nell'Iraq settentrionale, ai piedi dei monti Zagros), Dorothy Garrod scoprì nel Vicino Oriente la cultura natufiana, con villaggi sedentari che avevano preceduto l'introduzione dell'agricoltura e dell'allevamento, e Kathleen Kenyon identificò nel sito di Tell es-Sultan, nella valle del Giordano, le due fasi del Neolitico preceramico.

### Datazioni
Le datazioni mediante l'utilizzo della tecnica del radiocarbonio, elaborata nel secondo dopoguerra, permisero di riconoscere il graduale e scaglionato apparire dei diversi elementi che caratterizzavano la trasformazione neolitica e al concetto di "rivoluzione neolitica" si andò sostituendo quello di una lenta e progressiva "neolitizzazione".
Le prime attestazioni di culture neolitiche sono presenti nel Medio Oriente, con il Neolitico preceramico di Gerico, intorno alla metà del X millennio a.C. (circa 9500 a.C.), derivato dalla mesolitica cultura natufiana, che nelle stesse regioni aveva ampiamente utilizzato i cereali selvatici a partire dalla metà del XIII millennio a.C. (12500 a.C. circa), sviluppando uno stile di vita sedentario. All'inizio dell'XI millennio a.C., il progressivo utilizzo di vere e proprie pratiche agricole è stato collegato a un brusco raffreddamento climatico (Younger Dryas) che si ebbe nel periodo tra il 10800 e il 9500 a.C. e che sembra aver determinato una diminuzione delle precipitazioni nell'area. Nella seconda metà del X millennio a.C. le popolazioni che praticavano l'agricoltura si diffusero in Asia Minore, in Africa settentrionale e nel Nord della Mesopotamia. In questo periodo venivano coltivate poche piante, sia varietà selvatiche sia domesticate (piccolo farro, miglio, spelta) e si allevavano cani, pecore e capre. Entro la fine del IX millennio a.C. si diffusero anche i buoi e i maiali, gli insediamenti stabili o stagionali e l'utilizzo della ceramica.
Anche in altre regioni si svilupparono le medesime caratteristiche, non necessariamente nella stessa successione temporale, come accadde in Africa (regione sahariana) e in Asia sud-orientale: nelle culture neolitiche del Giappone (periodi Jōmon e Yayoi) lo sviluppo della ceramica precedette quello dell'agricoltura. Anche nel Mediterraneo, nella penisola italica abbiamo testimonianza di villaggi neolitici e di cerealicoltura nella zona di Matera che risalgono al VII/VIII millennio a.C.

## Le origini del Neolitico nel Vicino Oriente

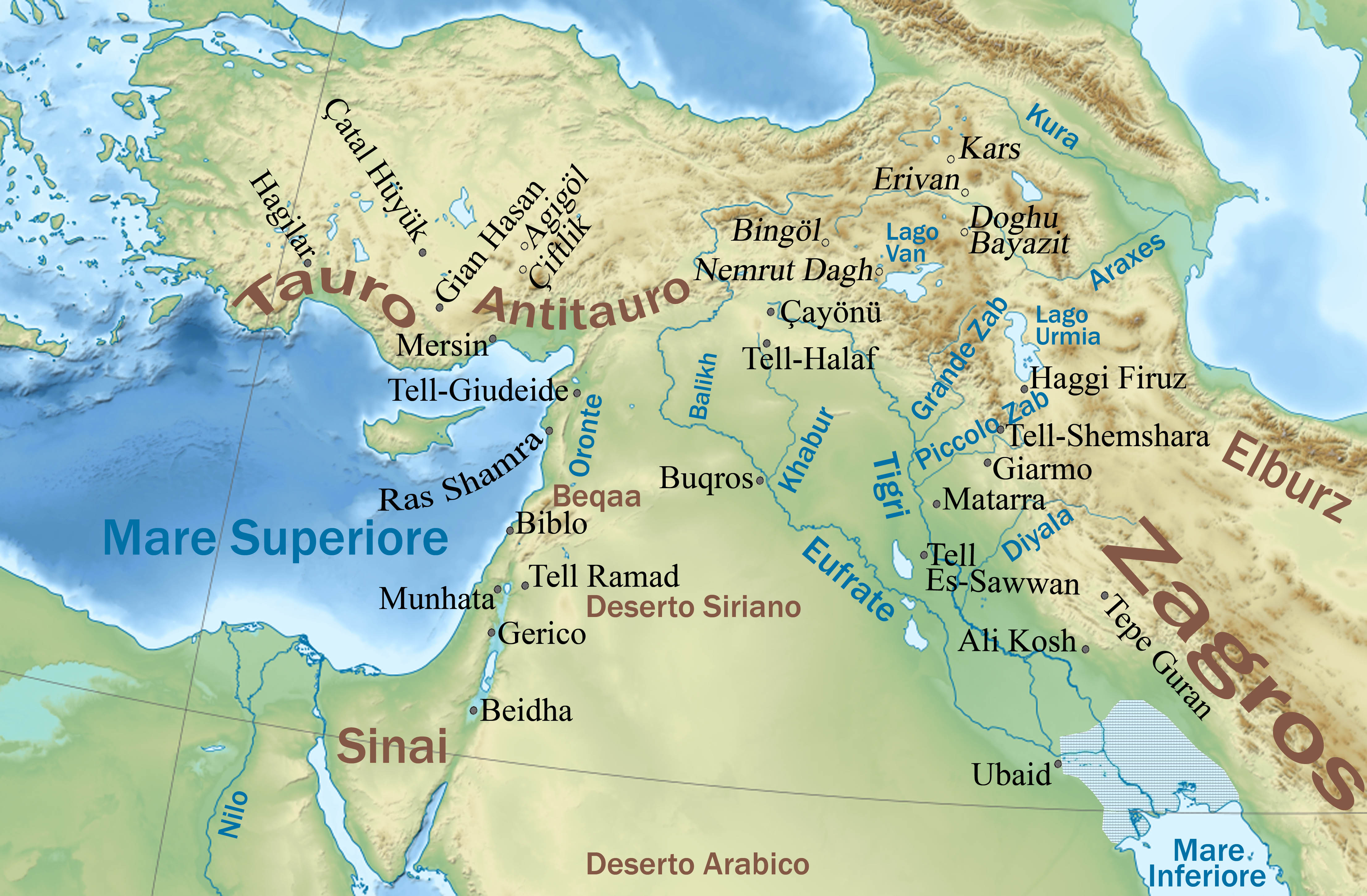
Siti neolitici del Vicino Oriente (le dimensioni del Golfo Persico sono quelle ipotizzate per il 3000 a.C.)

Nella cultura natufiana (12000-10000 a.C.), ancora nell'ambito del Mesolitico, si introdussero i primi villaggi sedentari e la raccolta di cereali venne intensificata. La sedentarizzazione sarebbe tuttavia stata favorita non dall'introduzione di pratiche agricole, ma dalla ricchezza delle risorse ambientali presenti nel territorio, in seguito all'innalzamento della temperatura. Nei siti natufiani sono state rinvenute prove della domesticazione del cane.
Nella sequenza stratigrafica del sito di Tell es-Sultan si erano individuati due livelli neolitici privi di ceramica (Gerico I e Gerico II), che portarono all'identificazione delle due fasi A e B del Neolitico preceramico. È in questo periodo che si svilupparono prima la coltivazione di specie selvatiche di cereali (preparazione del terreno, drenaggio, estirpazione delle malerbe) e quindi la loro domesticazione (selezione e introduzione delle specie domestiche).
Nella fase del Neolitico preceramico A (9500-8700 a.C.) le contemporanee culture mureybetiana (sito di Mureybet, sul medio corso dell'Eufrate nell'attuale Siria), aswadiana (sito di Tell Aswad, nel bacino di Damasco, ancora nell'odierna Siria) e sultaniana (sito già citato di Tell es-Sultan/Gerico, Gerico I, 8350-7370 a.C.), eredi della cultura natufiana, introdussero le prime pratiche di coltivazione delle specie selvatiche. In questa fase l'industria litica abbandonò progressivamente la tecnica mesolitica dei microliti; le abitazioni nei villaggi erano a pianta circolare ed erano presenti pratiche funerarie e figurine femminili. A Gerico le case erano costruite con mattoni di fango di forma piano-convessa e venne realizzato uno spesso muro di cinta in pietra con una torre circolare, probabilmente utilizzato a protezione dalle inondazioni del vicino torrente, più che come difesa militare.
Nella successiva fase del Neolitico preceramico B (8700-7000 a.C.) a Gerico (Gerico II) si ebbe il consolidamento dell'economia agricola e probabilmente l'inizio della domesticazione animale. Le case avevano piante rettangolari ed erano costruite con mattoni di fango parallelepipedi. Un edificio con nicchia è stato interpretato ipoteticamente come tempio e sono attestate pratiche funerarie elaborate (modellazione in gesso delle fattezze del defunto sul cranio) e figurine antropomorfe.
Nel Neolitico preceramico B medio, prima del 7500 a.C. circa, si ebbe una rapida diffusione dell'economia agricola in tutta l'Anatolia e il Vicino Oriente, arrivando fino a Cipro. Nel sito di Qal'at Jarmo (Iraq settentrionale, ai piedi dei monti Zagros) gli undici livelli più antichi appartengono al Neolitico preceramico B, con abitazioni a pianta rettangolare e coltivazioni di specie domesticate di orzo e farro.

### La domesticazione delle piante
Nei siti del Vicino Oriente è stato individuato un numero ridotto di specie vegetali domestiche, che sostituirono con l'introduzione dell'agricoltura le più numerose varietà delle specie selvatiche raccolte. Le otto specie domestiche sono costituite da:
- farro (dalla specie selvatica del Triticum dicoccoides);
- piccolo farro (dalla specie selvatica del Triticum boeoticum);
- orzo (dalla specie selvatica del Hordeum spontaneum);
- lenticchia (dalla specie selvatica della Lens orientalis);
- pisello (dalla specie selvatica del Pisum humile);
- cece (dalla specie selvatica del Cicer reticulatum);
- veccia (dalla specie selvatica della Vicia ervilia);
- lino (dalla specie selvatica del Linum bienne).

La selezione avvenne probabilmente inizialmente in forma inconsapevole, con la raccolta preferenziale di esemplari che presentavano caratteristiche vantaggiose (semi più grandi e spighe ancora intere nei cereali, ad esempio) e per mezzo della scelta del momento della mietitura o raccolta (germinazione più rapida e contemporanea). Le mutazioni erano favorite dal fatto che si trattasse di specie autoimpollinanti e si diffusero grazie alla protezione degli esemplari mutati per mezzo delle pratiche di coltivazione, che ne annullavano lo svantaggio evolutivo. Le specie domestiche furono quindi diffuse anche in zone dove mancavano i loro progenitori selvatici.
L'usanza di macinare i semi delle piante selvatiche risale addirittura al Paleolitico inferiore; dopo un lungo periodo di "manipolazione" delle piante selvatiche, consistente nella loro raccolta e nell'immagazzinamento, si arrivò, intorno alla metà dell'VIII millennio a.C., alla domesticazione di cereali (soprattutto il farro) e leguminose, in una vasta area compresa tra l'Anatolia orientale, l'Iraq settentrionale, la Palestina e l'Iran occidentale.
Per quanto riguarda i primi animali domestici, la pecora sembra attestata già nel IX millennio a.C., il maiale agli inizi del VII millennio a.C., il bue sembra invece presente alla metà del VII millennio, in Tessaglia. Tra il VII e il VI millennio a.C. le stesse innovazioni compaiono nell'Africa settentrionale e iniziano a diffondersi nel continente europeo. Nell'Asia sudorientale, la coltivazione del riso compare in un'area compresa tra la Cina e la Thailandia, nel IV millennio a.C.; scavi condotti nella seconda metà del XX secolo hanno inoltre permesso di datare la comparsa del maiale domestico e le prime opere di irrigazione in Nuova Guinea allo stesso periodo. Nel Nuovo Mondo il passaggio a un'economia di produzione sembra compiersi, in alcune aree del Messico e del Perù, tra il VII e il IV millennio a.C.

### Invenzione della ceramica nei siti neolitici del Vicino Oriente
Le ceramiche più antiche sono attestate nelle culture pre-neolitiche del Giappone. Nel Medio Oriente dovette probabilmente determinarsi in base all'osservazione dell'indurimento in seguito all'azione del fuoco delle superfici in terra battuta o degli intonaci argillosi, spesso adoperati come rivestimento interno delle abitazioni del VIII millennio a.C.
L'adozione di recipienti in terracotta venne preceduta dalla produzione di figurine in argilla, già documentate nel X millennio a.C. nel sito di Mureybat. Un altro precedente è attestato con la modellazione di recipienti in calce, non cotta (vaisselle blanche). Nel sito di Mureybet, sono conosciuti anche vasetti cilindrici in terracotta con decorazione incisa che però non ebbero né seguito, né diffusione, con livelli successivi ancora aceramici.

### Altri siti dell'Anatolia, Vicino Oriente e Mesopotamia

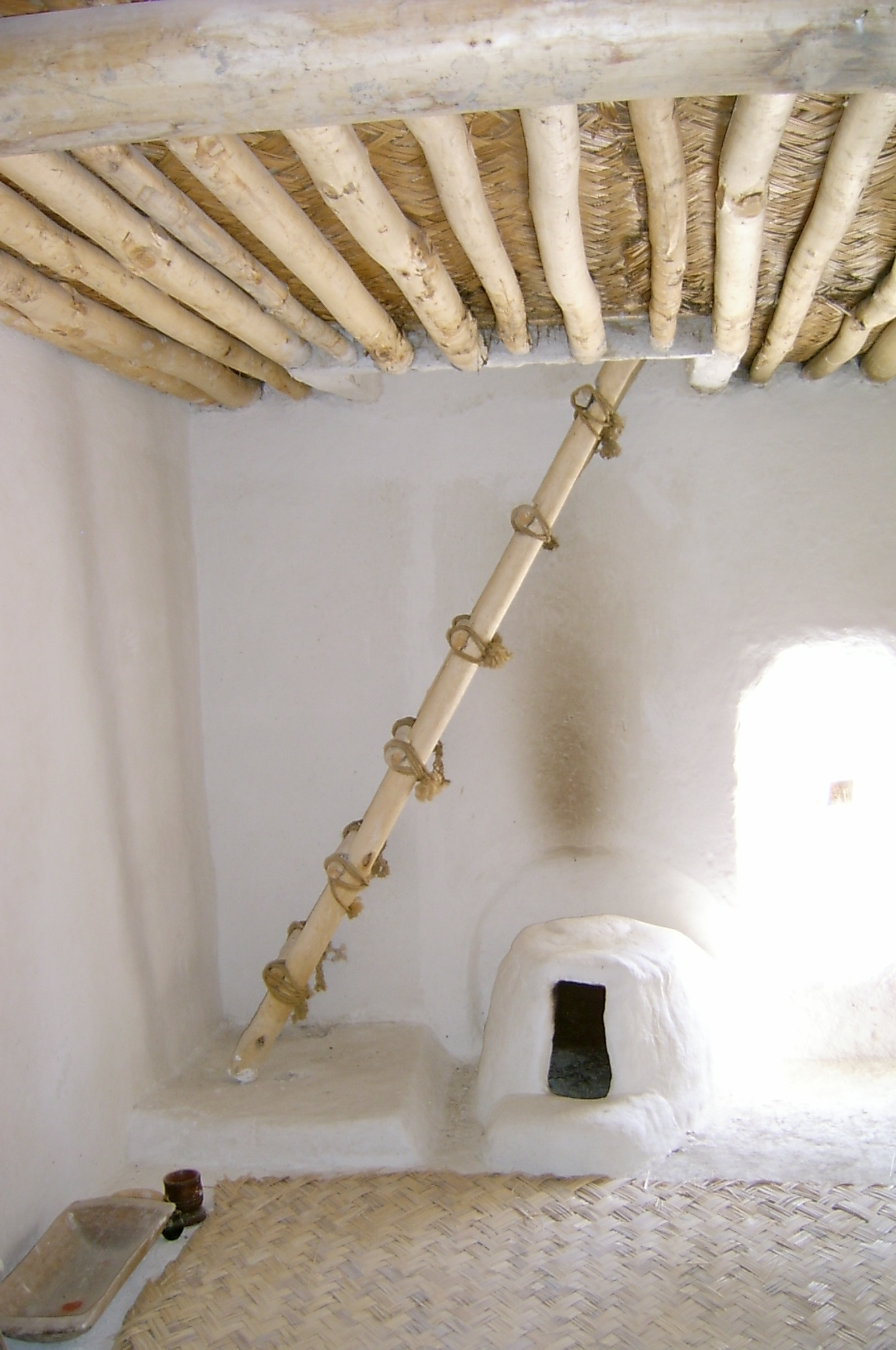
Ricostruzione di un'abitazione del villaggio neolitico di Çatal Hüyük

Nel sito di Çatal Hüyük (Turchia meridionale) è attestata la presenza di ceramica in tutti i livelli, tra la fine dell'VIII millennio a.C. e tutto il VII millennio a.C. L'alimentazione si basava su cereali e leguminose coltivati, sull'allevamento di capre e sulla caccia di alcune specie selvatiche. Il sito sfruttava i giacimenti di ossidiana anatolica. Le case quadrangolari e costruite in mattoni crudi erano tutte addossate le une alle altre senza strade intermedie e con ingresso probabilmente dal tetto. Alcuni spazi con pitture e rilievi o statuette sono stati interpretati come ambienti di culto.
- Çayönü (sito della Turchia meridionale, 7250 - 6750 a.C.)
- Hacilar (sito presso Burdur, sulla costa meridionale della Turchia, dal 7000 a.C. circa);
- Tell Halaf (sito della Siria settentrionale, 6000-5300 a.C. circa). Vi fece seguito nel calcolitico il periodo di Ubaid (sito dell'Iraq meridionale, 5900/5300 - 4300 a.C. circa).

### Cipro
Nell'isola di Cipro la cultura neolitica si diffuse con la prima occupazione, risalente al Neolitico preceramico B. In epoca successiva si mantennero forme attardate, come le abitazioni a pianta circolare di Choirokoitia (VII millennio a.C.) e anche la ceramica comparve tardivamente. Nel sito di Shilourokambos è tuttavia attestata già alla fine del IX millennio a.C. la presenza di specie animali importate, che venivano allevate.

## Diffusione della cultura neolitica in Europa
La diffusione in Europa della cultura neolitica che si era sviluppata nel Vicino Oriente, e in particolare il passaggio dall'economia di caccia e raccolta alla pratica dell'agricoltura e dell'allevamento, sono avvenuti con modalità e tempi tuttora discussi.
Vere Gordon Childe aveva ipotizzato già negli anni venti che le comunità autoctone di cacciatori e raccoglitori delle culture mesolitiche europee, fossero state in parte sostituite da comunità di agricoltori migrate più a nord dal Vicino Oriente, con un processo durato per più generazioni. Una prima corrente migratoria avrebbe seguito la via continentale lungo la penisola balcanica e il corso del Danubio, mentre un'altra, si sarebbe diffusa attraverso la navigazione marittima lungo le coste del mar Mediterraneo da est a ovest, fino a giungere nella penisola italica, come dimostrano reperti neolitici nella zona dell'altopiano murgico e nel materano.
L'affermazione delle tecniche di coltivazione e allevamento procedette per via continentale anzitutto lungo direttrici che attraversavano terreni particolarmente favorevoli, come quelli formatisi per deposito di polveri portate dal vento (loess) nell'Europa centrale. Seguì il corso di grandi vie fluviali, come il Danubio, ed ebbe successo nelle ampie vallate dei Balcani e della Grecia orientale, con inverni freddi e piovosi e con lunghe estati, ambiente ideale per la pastorizia e la transumanza; penetrò invece con difficoltà nelle fredde foreste del Nord Europa e nelle regioni poste ai bordi della catena alpina.
A partire dagli anni settanta e ottanta, Albert Ammerman e Luigi Cavalli-Sforza sulla base dei loro studi di genetica, hanno ipotizzato una massiccia migrazione di agricoltori, spinti dalla crescita demografica e dalla ricerca di nuove terre coltivabili, che avrebbe respinto e/o assorbito le precedenti comunità locali di cacciatori e raccoglitori mesolitiche.
Colin Renfrew, sulla base dei suoi studi archeologici e linguistici ha ipotizzato inoltre che la diffusione della cultura neolitica in Europa sia avvenuta parallelamente a quella dell'indoeuropeo, differenziatosi nell'Anatolia neolitica del VII millennio a.C. Renfrew ha formulato un'ipotesi anatolica in opposizione alla teoria kurganica di Marija Gimbutas di una più tarda indoeuropeizzazione nel corso del Calcolitico.
Un modello alternativo ipotizza invece una trasmissione delle nuove conoscenze per diffusione culturale, in seguito allo spostamento di piccoli gruppi, per la ricerca di materie prime o per i commerci, e che la cultura neolitica sia stata gradualmente adottata dalle locali comunità mesolitiche di cacciatori e raccoglitori, le quali utilizzavano già pratiche di sfruttamento e selezione nel procacciamento del cibo e avevano conosciuto forme precoci di insediamenti stabili.

### Culture neolitiche in Europa

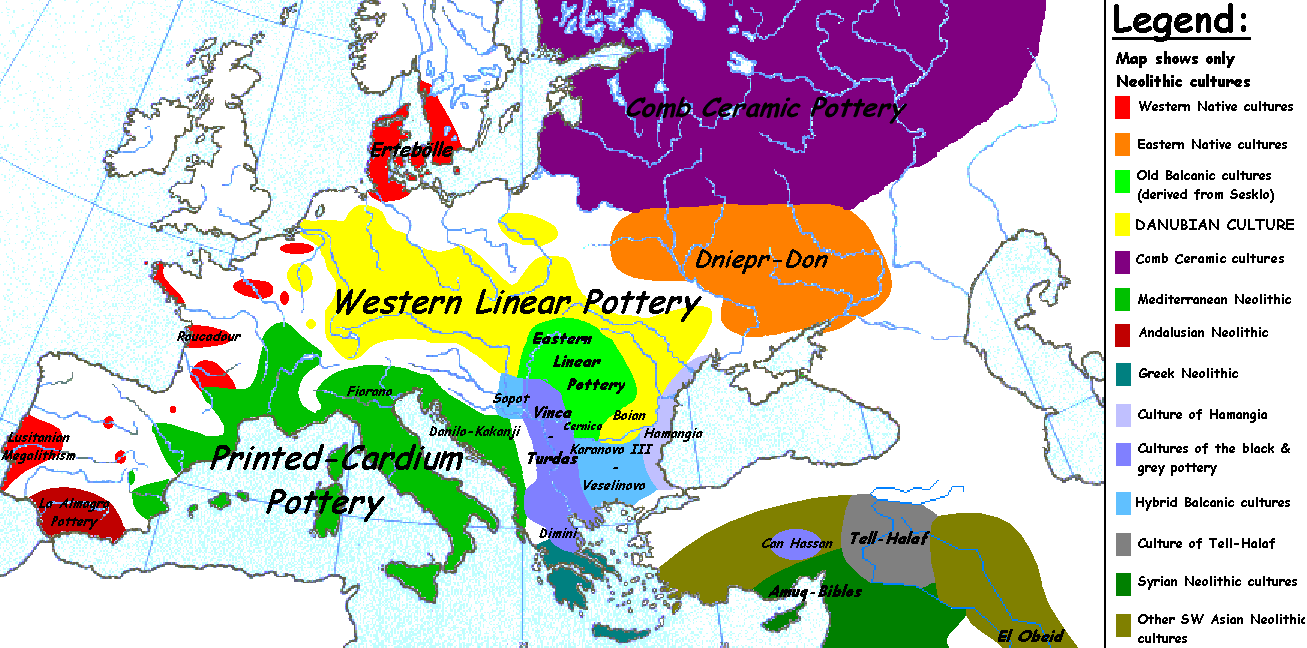
Culture neolitiche europee intorno al 4500 a.C.

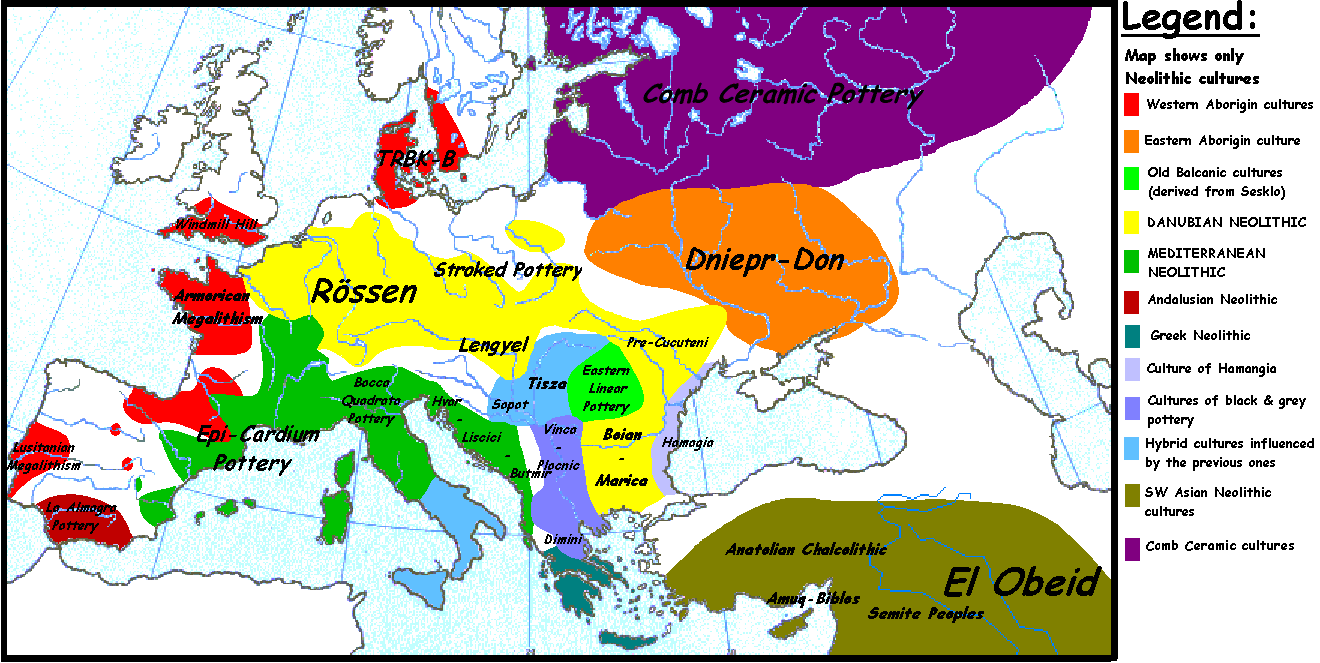
Culture neolitiche europee nel tardo Neolitico

#### Tessaglia, Balcani, regione danubiana
La cultura neolitica si diffuse precocemente nella penisola balcanica, ma è tuttora discusso se si sia trattato di spostamenti di comunità che arrivarono a colonizzare zone precedentemente in gran parte disabitate, ovvero di una precoce adozione da parte delle comunità indigene mesolitiche delle diverse innovazioni della cultura neolitica, in modo a volte scaglionato nel tempo. Il processo di "neolitizzazione" potrebbe anche essersi verificato con modalità miste.
- Sesklo (sito in Tessaglia, 6850-4400 a.C. circa) con sviluppo che sembra essere indipendente dai siti del Vicino Oriente, sia per la ceramica, sia per l'allevamento.
- Dimini (sito in Tessaglia, dal 4800 a.C. circa).
- Cultura di Karanovo (dal sito di Karanovo, in Bulgaria, 6200 - 5500 a.C. circa), per le fasi del Neolitico antico (Karanovo I-II) e del Neolitico recente (Karanovo III-IV).
- Cultura di Starčevo-Körös (dal sito di Starčevo presso Belgrado in Serbia e del fiume Körös in Ungheria, 6200-5600 a.C. circa).
- Cultura di Vinča (dal sito di Vinča, ancora presso Belgrado, in Serbia, di datazione discussa, ma successiva alla precedente).

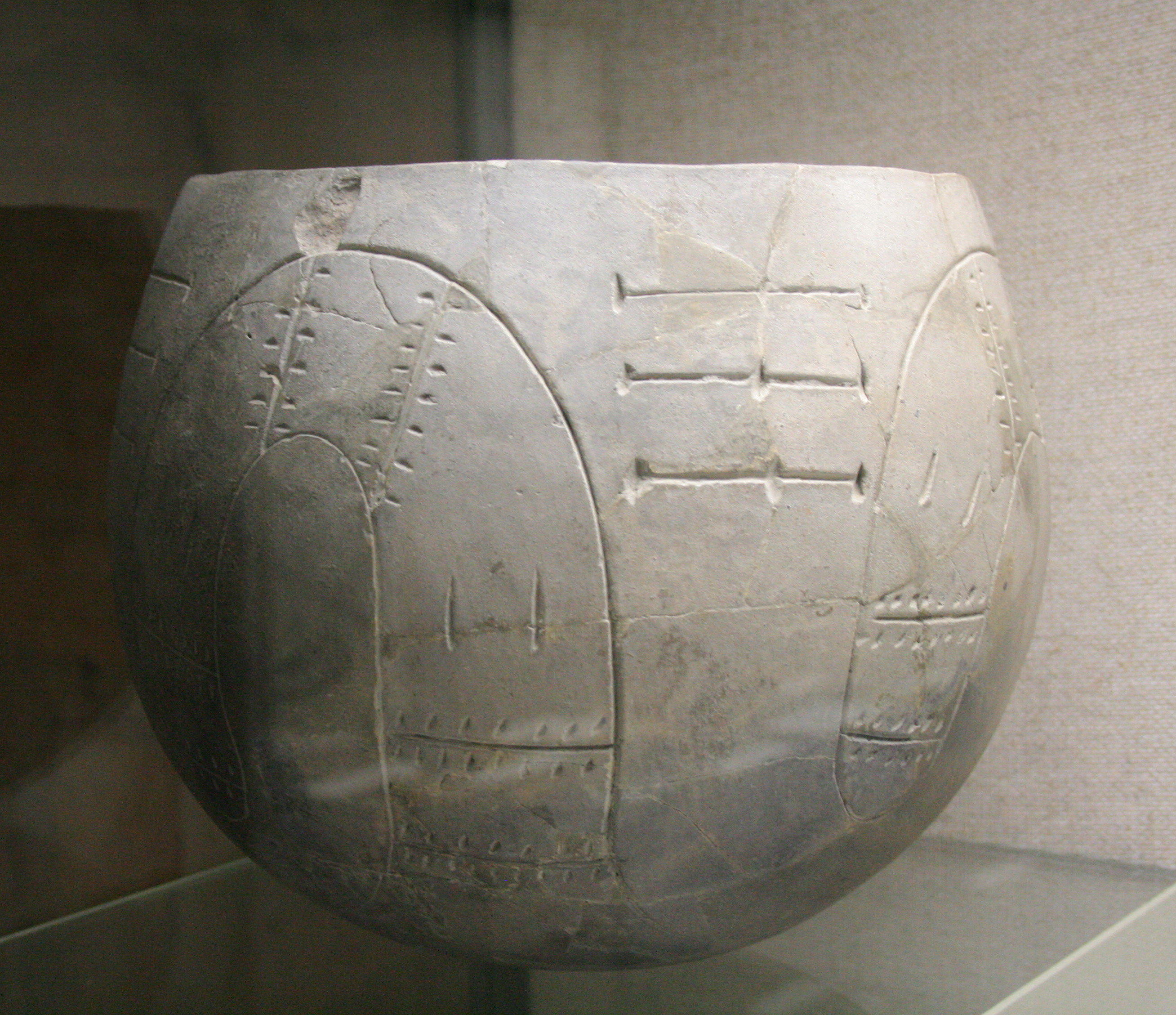
Vaso della cultura della ceramica lineare, rinvenuto a Rauschenberg-Bracht (Assia, Germania, esposto nell'Universitätsmuseum für Kulturgschichte di Marburgo)

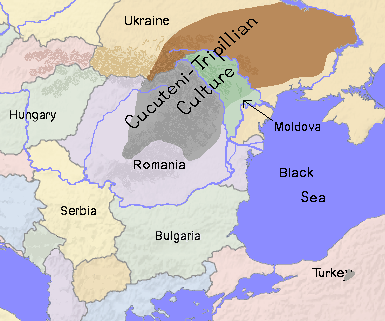
Diffusione della cultura di Cucuteni-Trypillja

- Cultura della ceramica lineare (chiamata anche "cultura della ceramica decorata a nastro", in inglese Linear Pottery culture, o anche Linear Band Pottery, Linear Ware, Linear Band Ware, Linear Ceramics culture, o ancora Danubian I culture secondo Vere Gordon Childe, o Incised Ware Group; in tedesco Bandkeramische Kultur o Linienbandkeramische Kultur, abbreviata LBK): diffusa tra il 5600/5500 a.C. e il 4500 a.C. circa, a partire dal medio corso del Danubio e dal corso medio e superiore dell'Elba e del Reno, alle sue origini fu probabilmente influenzata dalla cultura di Starčevo-Körös dei Balcani.
- Nella sua prima fase ebbe un'estensione orientale ("cultura della ceramica lineare orientale", in inglese Eastern Linear Pottery culture).
- Nella sua fase intermedia sviluppò la "cultura della ceramica a note musicali" (Musical Note Pottery culture o Notenkopfkeramik).
- Nella sua fase tarda è nota come "cultura della ceramica decorata a punzone" (in inglese Stroked Pottery culture o Stroke-ornamented Ware culture o Danubian culture Ib secondo Vere Gordon Childe; in tedesco Stichbandkeramik Kultur). Giunse a occupare un'area tra la Moldavia e la valle della Senna.
- Cultura di Rössen, successe alla cultura della ceramica lineare in gran parte della Germania, nei Paesi Bassi sudorientali, nella Francia nord-orientale, nel nord della Svizzera e dell'Austria tra il 4600/4500-4300 a.C. circa.
- Cultura di Lengyel (sito dell'Ungheria centrale; 4900-4000 a.C. circa). Si diffuse parallelamente alla cultura di Rössen nella Slovacchia sud-occidentale e nell'Ungheria occidentale, estendendosi quindi all'Austria, alla Croazia e alla Polonia.
- Cultura di Chassey (dal sito presso Chassey-le-Camp, Saona e Loira). Si diffuse nella valle della Senna e nell'alta Valle della Loira tra il 4500 e il 3500 a.C.
- Cultura di Cucuteni-Trypillia (dai siti di Cucuteni, in Romania, e di Trypillja o Tripolje, in Ucraina; 5500/5400 - 2750/2700 a.C. circa), sviluppata lungo il corso alto e medio del fiume Nistro (o Dniester), nell'attuale Moldavia, e estesa verso nord-est fino al fiume Dnepr (o Dnieper), nell'attuale Ucraina.

#### Mediterraneo
Lungo le coste del mar Mediterraneo si ebbe una rapida diffusione della cultura neolitica (agricoltura e allevamento, ceramica), che ha fatto supporre una colonizzazione da oriente su rotte commerciali marittime, teoria supportata anche da studi genetici sul DNA antico, che ipotizza che la prima colonizzazione abbia seguito rotte marittime, che toccarono prima Cipro e quindi le isole Egee.. In tutta quest'area sono note solo poche località mesolitiche.
La cultura della ceramica cardiale, ormai generalmente associata alla  cultura della ceramica impressa,, si diffuse nella prima metà del VI millennio a.C. dalle coste occidentali della penisola balcanica verso le coste adriatiche dell'Italia meridionale, lungo l'altopiano murgico e l'hinterland di Matera, espandendosi fino alla Sicilia e lungo le coste tirreniche. Una variante è la ceramica impressa detta "ligure", diffusa nell'Italia nord-occidentale e sulle coste francesi, con occupazione di aree differenti da quelle con tracce di frequentazione mesolitica.
Nella seconda metà del VI millennio a.C., all'incirca a partire dal 5400 a.C., questa poi si diffuse sulle coste mediterranee della penisola iberica e fino all'odierno Portogallo. In generale rimasero numerosi gli insediamenti in grotta e le testimonianze di uno stile di vita forse seminomade, che induce a ipotizzare una diffusione attraverso piccole comunità neolitiche di agricoltori provenienti dal mare che andarono a occupare le aree lasciate libere dalle comunità mesolitiche locali di cacciatori e raccoglitori, le quali vennero progressivamente, ma lentamente assimilate. Dalle coste si ebbe inoltre una lenta penetrazione verso l'interno (valle del Rodano, valle dell'Ebro).
Nella penisola iberica, sulle coste meridionali della Francia e in alcune aree della Sicilia e della Sardegna si diffuse nel tardo Neolitico (2800-1900 a.C. circa) la cultura del vaso campaniforme.

#### Italia

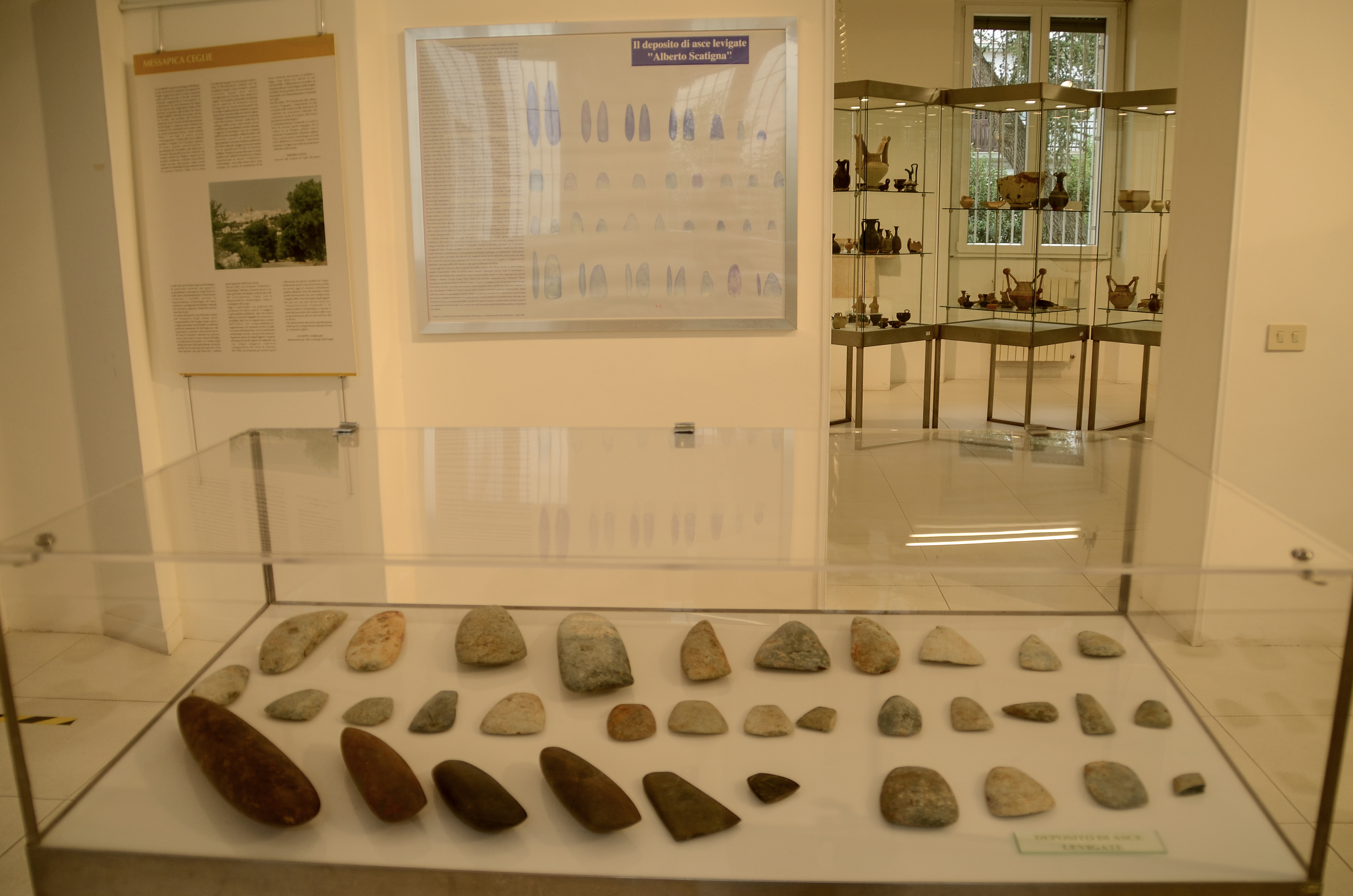
Ceglie Messapica - MAC 900 interno Museo - Asce Neolitico

In Italia meridionale la cultura neolitica della ceramica impressa si diffuse, tra la seconda metà del VI millennio a.C. e gli inizi del V, soprattutto nella regione del Tavoliere e nella valle dell'Ofanto, in Irpinia a Ariano Irpino, in Puglia, e in Basilicata a Matera dove sono stati ritrovati villaggi neolitici, tombe e relativi oggetti in pietra e in ceramica; da lì si diffuse verso nord e verso l'interno e la costa tirrenica. Sono presenti insediamenti all'aperto lungo le coste e le valli dei fiumi ed è attestata un'economia basata sulla cerealicoltura e sull'allevamento, integrata dallo sfruttamento delle risorse spontanee. Si tratta di zone dove le comunità locali mesolitiche erano state probabilmente poco consistenti, in modo analogo a quanto sembra sia avvenuto in Grecia. Si susseguirono in quest'ambito varie facies, caratterizzate dallo stile della decorazione ceramica, prima impressa e incisa, poi dipinta.
Una forma di comunicazione espressiva extralinguistica è rappresentata in Salento dall'arte pittorica parietale in grotta, il cui più importante esempio è costituito dai pittogrammi figurativi e simbolico-astratti presenti a migliaia nella Grotta dei Cervi di Porto Badisco (nei pressi di Otranto). La cavità ipogea fu scoperta nel 1970 dal Gruppo Speleologico Salentino di Maglie.
In Sicilia è presente una maggiore continuità rispetto alle locali comunità mesolitiche, in analogia a quanto si riscontra nell'area di diffusione della ceramica cardiale: il sito della grotta dell'Uzzo ha restituito stratigrafie che proseguono senza interruzione dal mesolitico, evidenziando una transizione più graduale, con un'accentuazione delle attività di pesca e raccolta di frutti spontanei nei livelli immediatamente precedenti a quelli neolitici. Anche in quest'area si svilupparono una serie di culture locali nell'ambito della ceramica impressa. L'isola di Lipari venne colonizzata all'inizio del V millennio a.C. da genti provenienti dalla Sicilia per lo sfruttamento dei suoi giacimenti di ossidiana.
In Italia centrale la presenza dell'Appennino determinò la formazione di aree culturali differenziate sul versante tirrenico e su quello adriatico, con diverse facies culturali che si susseguirono l'una all'altra, con parziali sovrapposizioni.

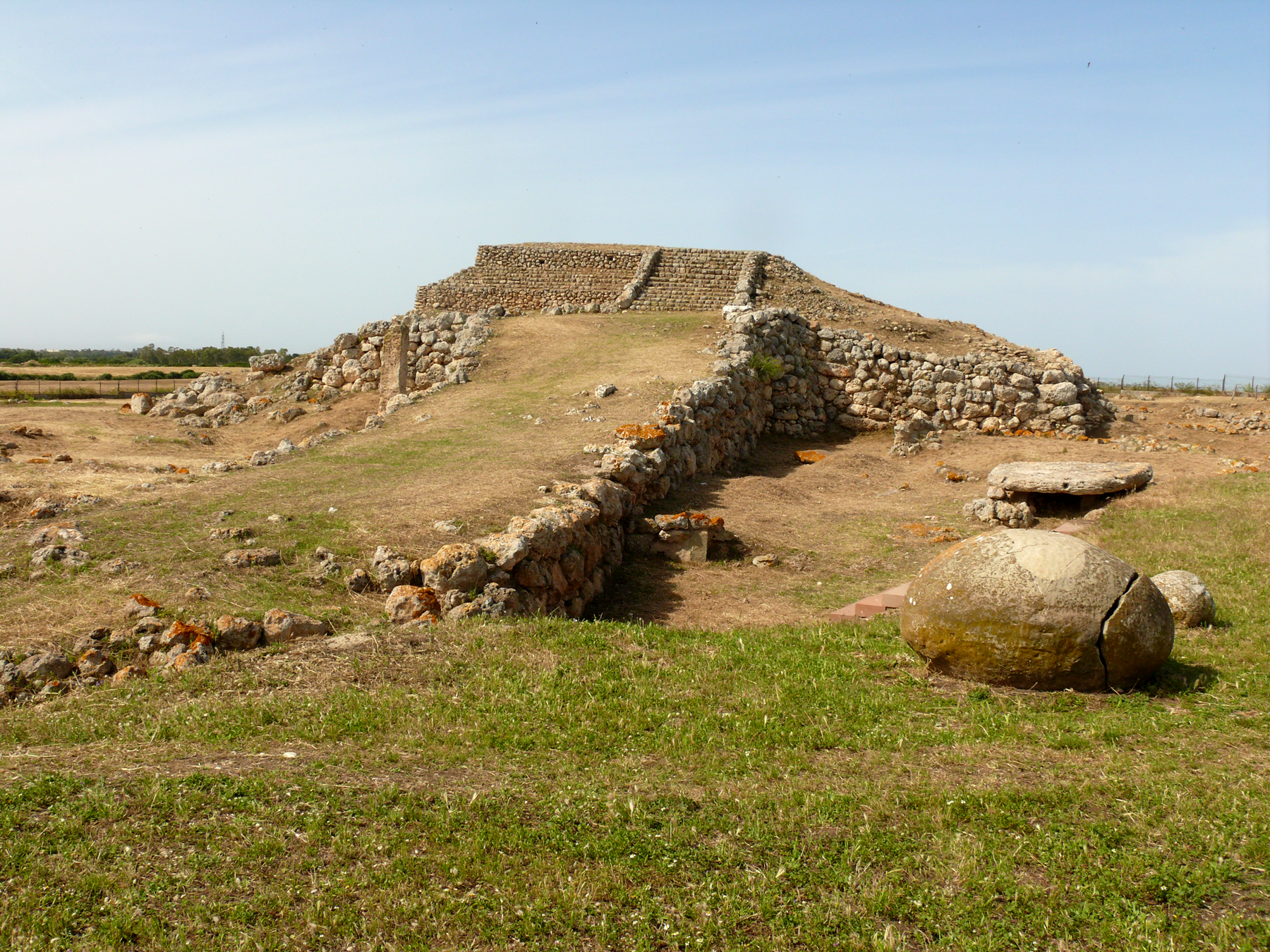
L'altare di Monte d'Accoddi, santuario neolitico presso Sassari

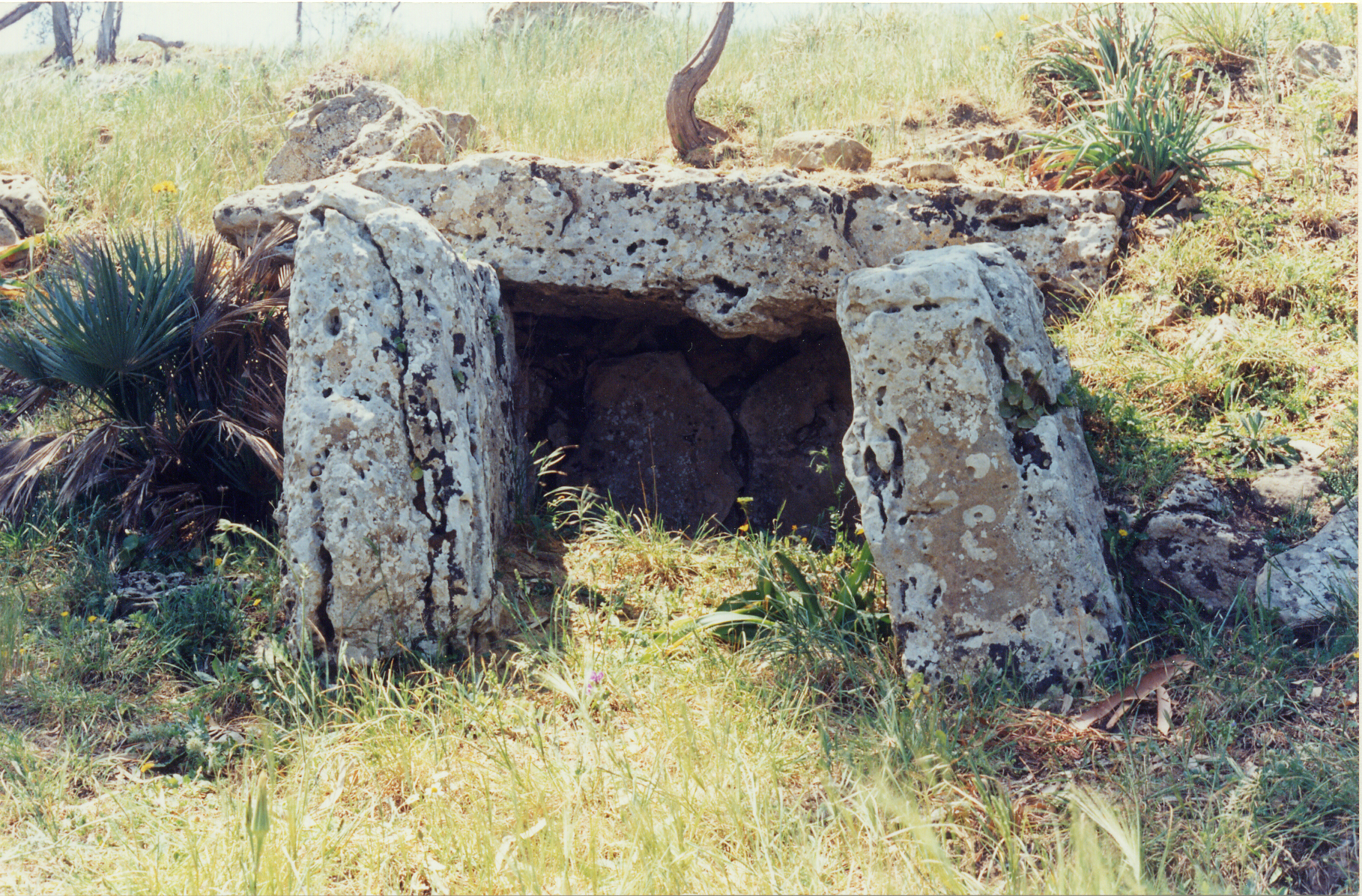
Il Dolmen di Monte Bubbonia in Sicilia

In Italia settentrionale la variante della cultura della ceramica impressa ligure, si affermò sulla costa della Liguria nella prima metà del VI millennio a.C. Alla fine del millennio l'area della pianura padana era interessata da un mosaico di culture accomunate dalla decorazione ceramica. Alla colonizzazione degli agricoltori neolitici, che avevano probabilmente seguito percorsi commerciali già solidamente stabiliti in precedenza, si mescolò l'assimilazione delle pratiche neolitiche da parte delle comunità locali mesolitiche, portando ad attardamenti nell'industria litica e nel mantenimento degli usi di caccia e raccolta. All'inizio del V millennio a.C. il precedente mosaico culturale venne sostituito dall'unitaria cultura dei vasi a bocca quadrata, diffusa dalla Liguria al Veneto. Alla fine del millennio l'area venne progressivamente influenzata dalla cultura di Chassey (in Italia anche detta cultura di Lagozza), originaria della Francia, che finì con il sostituire la cultura precedente.
In Sardegna lo sfruttamento dei giacimenti di ossidiana del Monte Arci portò al precoce sviluppo delle culture neolitiche, introdotte con la cultura della ceramica impressa agli inizi del VI millennio a.C. Vi erano largamente diffusi diversi tipi di monumenti megalitici e si manifestarono diverse culture locali. Nell'ultima fase si introdusse nella parte nord-occidentale dell'isola la cultura del vaso campaniforme, transitata di seguito in Sicilia assieme ad aspetti culturali tipici dell'Occidente atlantico, tra cui la produzione di piccoli edifici funerari a forma di dolmen (fine III millennio a.C.) che raggiungeranno anche la vicina isola di Malta.

#### Europa nord-occidentale e atlantica

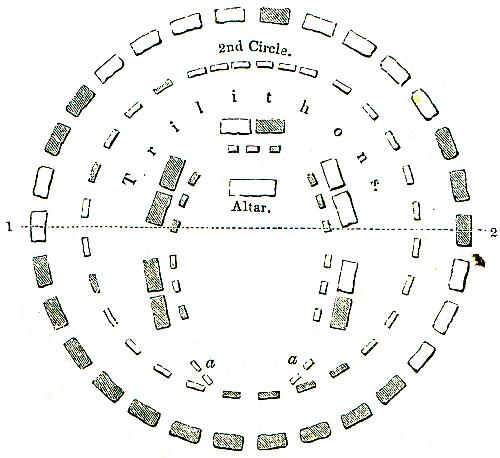
Pianta ricostruttiva di Stonehenge

La diffusione della cultura della ceramica lineare si era arrestata prima di raggiungere le coste dell'Atlantico e del Baltico, probabilmente a causa della presenza di comunità di cacciatori e raccoglitori mesolitiche che si limitarono a scambiare con le comunità neolitiche oggetti, materie prime e specie domestiche.
Nelle isole britanniche si ebbe probabilmente una lunga coesistenza di entrambe le culture (comunità di colonizzatori agricoltori neolitici e gruppi locali di cacciatori e raccoglitori di cultura mesolitica).
In queste zone ebbero particolare sviluppo i monumenti megalitici di cui l'esempio più celebre è il sito di Stonehenge.

#### Ulteriore diffusione in Europa centro-settentrionale e orientale

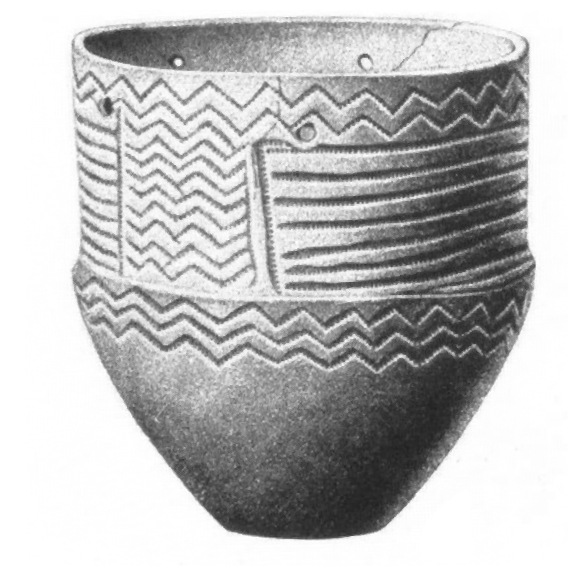
Vaso della cultura del bicchiere imbutiforme

- Cultura del bicchiere imbutiforme (in inglese Funnelbeaker culture e in tedesco Trichterbecherkultur, abbreviata come TRB). Preceduta dalla "cultura di Ertebølle" (da un sito archeologico danese), ancora di cacciatori-raccoglitori, si diffuse tra il 4200/4000 a.C. circa e il 2700 a.C., dalla foce dell'Elba alla foce della Vistola, e dalla Scandinavia meridionale, alla Danimarca, ai Paesi Bassi e alle coste tedesche e polacche.
- Cultura di Narva, diffusa nei Paesi baltici, nella Prussia Orientale e nelle vicine aree della Polonia e della Russia. Successe alla mesolitica cultura di Kunda e si prolungò fino alla prima età del bronzo. Nella sua fase tarda subì l'influsso delle culture della ceramica cordata, del bicchiere imbutiforme e dell'anfora globulare.

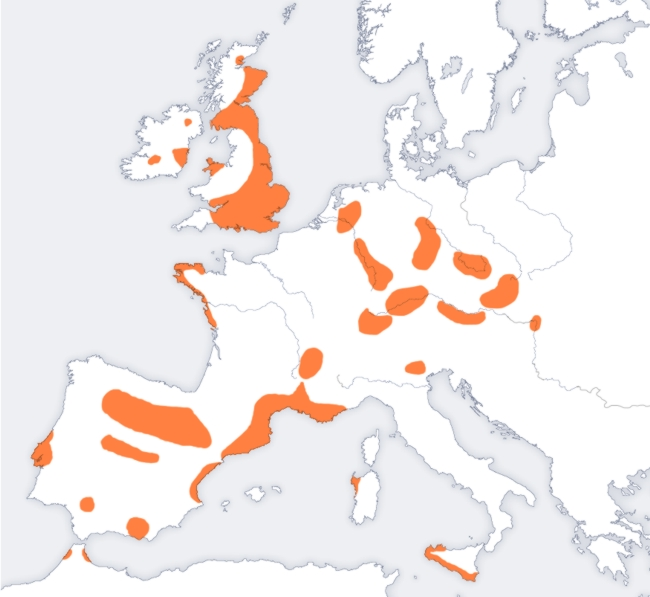
Ritrovamenti pertinenti alla cultura del vaso campaniforme

- Cultura dell'anfora globulare (in inglese Globular Amphora Culture e in tedesco Kugelamphoren), occupò tra il 3400 a.C. e il 2800 a.C. la medesima area della cultura del bicchiere imbutiforme nella sua ultima fase e si sovrappose alla zona di diffusione centrale della cultura della ceramica cordata. A sud le fu contemporanea la cultura di Baden e a nord-est la fase finale della cultura di Narva.

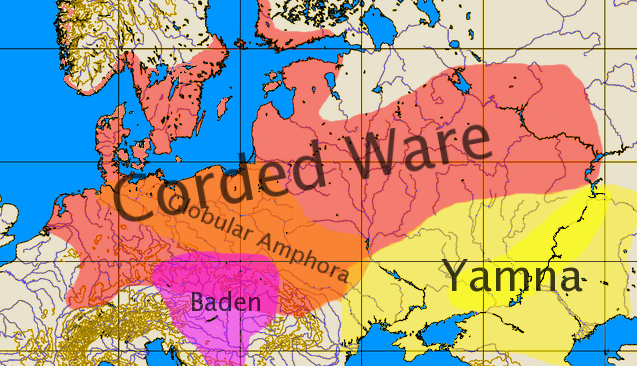
Diffusione della cultura della ceramica cordata

- Cultura della ceramica cordata o "dell'ascia da combattimento" o "della sepoltura singola" (in inglese Corded Ware culture o Battle Axe culture o Single Grave culture; in tedesco Schnurkeramik o Streitaxt Kultur o Einzelgrabkultur), sviluppata nel tardo Neolitico e fiorita nel Calcolitico, fino alla prima età del bronzo, tra il 3200/2800 a.C. e il 2300/1800 a.C., nell'area tra il Reno e il Volga e nella Scandinavia meridionale, arrivando a sud fino alla Repubblica Ceca e alla Slovacchia.

- Cultura del vaso campaniforme (in inglese Bell-Beaker culture o Beaker culture e in tedesco Glockenbecherkultur), diffusasi tra il 2800 e il 1900 a.C. circa dal Portogallo alle regioni della Germania fino al fiume Elba, all'alto corso del Danubio e in Ungheria e ancora nelle isole britanniche, in Sardegna e Sicilia. La sua origine è stata riconosciuta nei Paesi Bassi e nella regione renana.

## Africa

### Regione sahariana e valle del Nilo

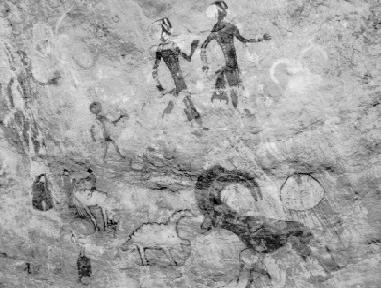
Pittura rupestre presso Tassil-n-Ajjer, nell'area sahariana

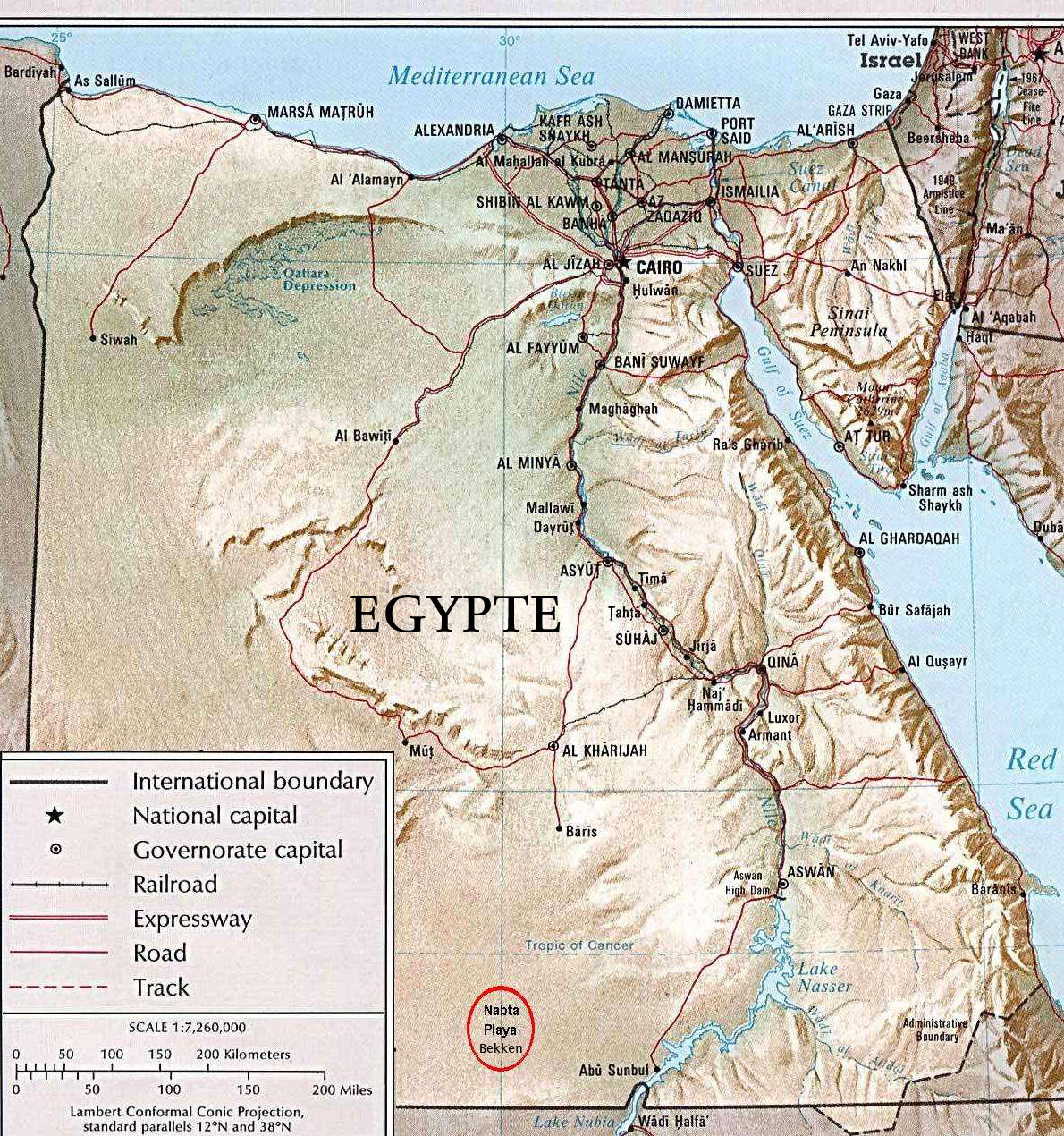
Posizione di Nabta Playa nell'ambito dell'Egitto

Nell'Africa settentrionale tra l'8500 e il 3500 a.C. circa l'area sahariana attraversò una delle fasi umide della sua storia, con formazione di una savana.
Le locali culture di cacciatori e raccoglitori adottarono precocemente la ceramica, che sembra essere stata inventata indipendentemente e in epoca più antica rispetto alla sua introduzione nel Vicino Oriente e precedentemente all'introduzione di sistemi di produzione del cibo.
Le popolazioni dovevano avere uno stile di vita parzialmente sedentario sulle rive di laghi ora scomparsi. L'industria litica era costituita da microliti e da arpioni e ami in osso. Queste popolazioni adottarono forme di accumulazione delle risorse alimentari in risposta alle prime difficoltà climatiche.
Nella prima metà del VI millennio a.C. venne introdotto, probabilmente in modo indipendente dal Vicino Oriente, l'allevamento dei bovini, che divenne di grande importanza già a partire dalla metà del V millennio a.C. Queste popolazioni produssero l'arte rupestre sahariana: tra i siti più noti Tassili-n-Ajjer in Algeria e Tadrart Akakus in Libia; nella regione dell'Ennedi in Ciad sono state individuate incisioni rupestri datate al VII millennio a.C.
Nella località di Nabta Playa nel Sahara dell'odierno Egitto sud-occidentale, sono stati rinvenuti numerosi siti archeologici intorno a una depressione che durante i periodi umidi doveva formare un lago. Dopo i primi accampamenti temporanei di popolazioni nomadi, che già utilizzavano la ceramica, decorata a impressione, insediamenti stabili furono resi possibili dallo scavo di pozzi (intorno al 6000 a.C.). Intorno alla metà del V millennio a.C. il sito sembra fosse divenuto un centro di incontri cerimoniali per le popolazioni nomadi dei pastori sahariani. Vi sono state rinvenute numerose strutture megalitiche, tra cui un cerchio di lastre di pietra di circa 4 m di diametro, interrotto da aperture allineate in direzione nord-sud e sulla direttrice del sorgere del sole al solstizio d'estate, che annunciava probabilmente l'arrivo dei monsoni estivi e la stagione delle piogge.
Nella località di Gobero, sul margine occidentale del deserto del Ténéré, in Niger è stato scoperto un sito sui margini di un lago scomparso, che ha restituito due fasi di occupazione, in corrispondenza dei periodi umidi nel paleoclima sahariano dell'Olocene antico e medio. La prima di esse (7700-6200 a.C.) si riferisce a genti della cultura kiffiana (dal sito di Adrar-n-Kiffi, presso Adrar Bous), una comunità di cacciatori/pescatori e raccoglitori che utilizzavano la ceramica e presumibilmente avevano uno stile di vita sedentario. La seconda è legata a una diversa popolazione di allevatori di bovini, che praticavano inoltre la pesca, la raccolta di molluschi e la caccia di piccoli animali della savana, della cultura teneriana.
Con il progredire della desertificazione le popolazioni sahariane si dovettero spostare verso la valle del Nilo ed è discussa la loro influenza sulla formazione della civiltà egizia.
Nella Nubia (alta valle del Nilo, attuale Sudan) era presente agli inizi del VI millennio a.C. la cultura mesolitica di Khartoum, costituita da cacciatori-raccoglitori e pescatori che probabilmente abitavano per gran parte dell'anno in accampamenti stabili, utilizzavano i cereali selvatici e conoscevano la ceramica, decorata con linee ondulate parallele (wavy line), diffusa più tardi (intorno alla metà del V millennio a.C.) anche più a nord e più a sud fino in Kenya e a ovest fino in Mali in una variante con linee realizzate con serie di punti (dotted wavy line). La domesticazione dei bovini, introdotta nelle culture sahariane, passò quasi contemporaneamente anche in Nubia, dove le già sofisticate culture mesolitiche locali passarono rapidamente al pastoralismo e a insediamenti meno stabili che in precedenza.
- Nel sito di Esh Shaheinab, nel Sudan centrale, della metà del V millennio a.C. (Gouge culture, o fase neolitica della cultura di Khartoum), l'allevamento era affiancato dalle tradizionali attività di caccia, raccolta e pesca e alla tradizionale industria litica di tipo microlitico. Continuava la produzione di ceramica del tipo dotted wavy line, a cui si affiancò quella decorata con impressioni ondulatorie (rocker) e dei "vasi a bocca nera" (perché probabilmente cotti rovesciati).
- Nel sito di Kadero l'allevamento era maggiormente diffuso e venivano utilizzati nell'alimentazione il sorgo e il miglio, di specie ancora selvatiche, per le quali non è chiaro se fossero coltivate o semplicemente raccolte. Nella ceramica e nell'industria litica le tradizioni mesolitiche vennero progressivamente abbandonate. Alcune asce e teste di mazza di pietra levigata dovevano essere utilizzate anche come indicatori di rango e le variazioni nei corredi dei defunti testimoniano l'instaurarsi delle prime differenziazioni sociali; una situazione simile è presente anche nelle numerose tombe rinvenute nel sito di Kadruka, datate tra la metà del VI e la fine del V millennio.
- Il sito di Kerma, in seguito occupato anche nella fase protostorica, ha restituito un abitato neolitico con capanne circolari, probabilmente occupato stagionalmente da una popolazione di pastori, che allevava sia bovini sia capre e pecore (cultura di pre-Kerma).

Nel VI-V millennio a.C. si svilupparono nell'area nubiana diverse culture con varianti regionali e diverse forme di decorazione della ceramica, che passarono progressivamente dallo sfruttamento specializzato delle risorse disponibili, alla pratica dell'agricoltura e dell'allevamento associata a insediamenti stabili.
Nella valle del Nilo in Egitto nel corso del VI millennio a.C. si sviluppò la neolitica cultura del Fayyum (oasi di El Fayum), le cui origini sono tuttora discusse (le principali ipotesi sostengono un'introduzione di specie coltivate e bestiame domestico dal Vicino Oriente, ovvero una locale evoluzione delle culture sahariane con influssi da altre culture neolitiche africane). Il primo insediamento stabile è documentato nella regione del Delta, nel sito di Merimde Beni-Salamé, con cinque strati archeologici tra il VI e il V millennio a.C.
In Alto Egitto intorno alla metà del V millennio si sviluppò la cultura tasiana (dal sito di Deir Tasa), nell'ambito della quale si ebbe il passaggio al Calcolitico (contemporanea cultura di Badari, dal sito di El-Badari), ma che non sembra aver utilizzato insediamenti stabili.
La neolitizzazione nel IV millennio a.C. raggiunse le regioni del Maghreb con l'introduzione delle pratiche agricole e di allevamento e dell'uso della ceramica sul substrato della locale cultura mesolitica capsiana.

### Africa occidentale
In seguito all'instaurarsi di un clima più secco tra il VI e il V millennio a.C. altri gruppi umani si spostarono dal Sahara verso l'area tra la costa atlantica e il fiume Niger, dove si praticava l'allevamento e l'agricoltura (miglio, sorgo, sesamo e altre piante locali) e l'alimentazione era integrata dalla raccolta di molluschi. In Senegal sono stati indagati diversi siti costieri (Cap Manuel, presso Dakar, Bel Air, nella penisola di Cap Vert, che ha restituito una statuetta detta Venere di Thiaroye, industria litica microlitica e ceramica), mentre altri situati lungo la valle del fiume Senegal sono meno conosciuti.
Lo stile di vita tipico delle popolazioni seminomadi di pastori che sfruttavano il bestiame bovino per la produzione di cibo (latte) e coltivavano il miglio si prolungò a lungo, sebbene le condizioni climatiche dovettero far spostare queste popolazioni verso sud nel Sahel dell'Africa occidentale. Intorno al 2000 a.C. sono datati alcuni siti nella zona.
Gajiganna (presso la città di Maiduguri in Nigeria) ha restituito in nove siti quattro fasi di occupazione tra il 2200 e il 400 a.C., situati presso una laguna lasciata dal progressivo prosciugamento del lago Chad. La sussistenza era basata sullo sfruttamento delle risorse acquatiche e sull'allevamento, non solo di bovini, ma anche di capre e pecore, integrato con la caccia e la raccolta di cereali selvatici, a cui solo successivamente si aggiunsero le specie coltivate. Anche nella parte nord del Burkina Faso sono state rinvenute testimonianze archeologiche di coltivazione senza tracce invece di specie domestiche allevate.

## Asia

### Cina
- Cultura di Pengtoushan (7500-6100 a.C., medio corso dello Yangtze, Hunan);
- cultura di Peiligang (7000-5000 a.C., valle del fiume Yiluo nello Henan);
- cultura di Houli (6500-5500 a.C., Shandong);
- cultura di Xinglongwa (6200-5400 a.C., al confine tra Mongolia interna e Liaoning);
- cultura di Cishan (6000-5500 a.C., nell'Hebei meridionale);
- cultura di Dadiwan (5800-5400 a.C., Gansu e Shaanxi occidentale);
- cultura di Xinle (5500-4800 a.C., basso corso del fiume Liao nella penisola di Liaodong);
- cultura di Zhaobaogou (5400-4500 a.C., valle del fiume Luan nella Mongolia Interna e Hebei settentrionale);
- cultura di Beixin (5300-4100 a.C., nello Shandong);
- cultura di Hemudu (5000-4500 a.C.), nello Yuyao, Zhoushan e Zhejiang);
- cultura di Daxi (5000-3000 a.C., nella regione delle Tre Gole);
- cultura di Majiabang (5000-3000 a.C., nell'area del lago Taihu, a nord della baia di Hangzhou);
- cultura di Yangshao (5000-3000 a.C., nell'Henan, Shaanxi e Shanxi);
- cultura di Hongshan (4700-3000 a.C., nella Mongolia Interna, nel Liaoning e nell'Hebei);
- cultura di Dawenkou (4100-2600 a.C., nello Shandong, nell'Anhui, nell'Henan e nello Jiangsu);
- cultura di Liangzhu (3400-2250 a.C., nel delta dello Yangtze);
- cultura di Majiayao (3100-2700 a.C. lungo il corso superiore del Fiume Giallo, in Gansu e Qinghai);
- cultura di Qujialing (3100-2700 a.C., lungo il corso medio del Fiume Giallo, in Hubei e Hunan);
- cultura di Longshan (3000-2000 a.C. lungo il corso medio e inferiore del Fiume Giallo);
- cultura di Baodun (2800-2000 a.C., pianura di Chengdu);
- cultura di Shijiahe (2500-2000 a.C., medio corso del fiume Yangtze, in Hubei).